# Жирослав (новгородский тысяцкий)
Жирослав (Жирох, Жирохно) — новгородский тысяцкий в 1257—1264 гг.

## Тысяцкий
Жирослав получил Новгородское тысяцкое тогда же (после тысяцкого Клима), когда Михаил Фёдорович своё посадничество, в 1257 г. Принимал участие вместе с посадником Михаилом, князем Александром Невским и его сыном Дмитрием Александровичем в переговорах с дипломатами из Готского берега, Любека и немецких городов. Результатом переговоров был договор о мире и торговле между ними, основным положением которого было не нарушать установленные порядки, если находились по торговым делам — немцы на новгородской или новгородцы на немецкой территориях. Возможная датировка этого договора 1262—1263 гг. Но уже на другом договоре (между новгородцами с посадником и Тверским князем Ярославом Ярославичем) с датировкой 1264 г. стоит имя тысяцкого Кондрата. Также и в списке новгородских тысяцких следом за Жирославом идёт Кондрат.